# Кроули (Тексас)
Кроули (енгл. Crowley) град је у америчкој савезној држави Тексас. По попису становништва из 2010. у њему је живело 12.838 становника.

## Демографија
Према попису становништва из 2010. у граду је живело 12.838 становника, што је 5.371 (71,9%) становника више него 2000. године.
| Група             | 2000.         | 2010.         |
| Белци             | 6.607 (88,5%) | 8.686 (67,7%) |
| Афроамериканци    | 104 (1,4%)    | 1.703 (13,3%) |
| Азијати           | 36 (0,5%)     | 197 (1,5%)    |
| Хиспаноамериканци | 583 (7,8%)    | 1.954 (15,2%) |
| Укупно            | 7.467         | 12.838        |